# Пинло
Пинло́ (кит. упр. 平罗, пиньинь Píngluó) — уезд городского округа Шицзуйшань Нинся-Хуэйского автономного района (КНР).

## История
После установления китайской империи Мин районы к северу от Великой стены всё равно оставались под контролем монголов, и лишь в 1551 году здесь разместились войска Нинсяского гарнизона (宁夏卫). При империи Цин в 1724 году был создан уезд Пинло.
В 1926 году из уезда Пинло был выделен уезд Дэнкоу (磴口县).
В 1929 году была создана провинция Нинся, и уезд Пинло вошёл в её состав. В 1941 году северная часть уезда Пинло была выделена в отдельный уезд Хуэйнун (惠农县).
В 1954 году провинция Нинся была расформирована, и уезд перешёл в состав провинции Ганьсу, войдя в состав Специального района Иньчуань (银川专区). В 1958 году был создан Нинся-Хуэйский автономный район, а специальный район Иньчуань был расформирован, и уезд был передан под юрисдикцию Нинся-Хуэйского автономного района.
В 1972 году был создан округ Иньбэй (银北地区), и уезд вошёл в его состав. В ноябре 1975 года округ Иньбэй был расформирован, и уезд перешёл в состав городского округа Шицзуйшань.

## Административное деление
Уезд делится на 7 посёлков и 6 волостей.